# Dusona flavitarsis
Dusona flavitarsis är en stekelart som beskrevs av Horstmann 2004. Dusona flavitarsis ingår i släktet Dusona och familjen brokparasitsteklar. Inga underarter finns listade i Catalogue of Life.